# Dihidrochalcona
Dihidrochalcona (DHC) es un compuesto químico relacionado con la chalcona. El compuesto ha sido aislado de Phallus impudicus
Dihidrochalconas (3′,5′-dihydroxy-2′,4′,6′-trimethoxydihydrochalcona, metil linderona y 2′-hydroxy-3′,4′,5′,6′-tetramethoxydihydrochalcona (dihydrokanakugiol) se pueden encontrar en las ramitas de Lindera lucida.

## Dihidrocalconas conocidas
- Aspalathin, un glucósido dihidrochalcona unido a C que se encuentra en el rooibos, un té de hierbas común.
- Naringin dihydrochalcona, un edulcorante artificial derivado de naringina
- Neohesperidina dihidrocalcona, un edulcorante artificial derivado de cítricos
- Notofagina, un glucósido de floretina unido a C encontrado en rooibos
- Floretina